# Nardò (Wein)
Die Bezeichnung Nardò steht für Rot- und Roséweine aus der süditalienischen Gemeinde Nardò in der Provinz Lecce in der Region Apulien. Die Weine haben seit 1987 eine geschützte Herkunftsbezeichnung (Denominazione di origine controllata – DOC), deren letzte Aktualisierung am 7. März 2014 veröffentlicht wurde.

## Anbaugebiet
Der Anbau ist innerhalb der Provinz Lecce gestattet in den Gemeinden Nardò und Porto Cesareo.

## Erzeugung
Die Denomination Nardò DOC sieht folgende Weintypen vor:
- Nardò Rosso, Nardò Rosso Riserva und Nardò Rosato: müssen zu mindestens 80 % aus der Rebsorte Negroamaro produziert werden. Höchstens 20 % Malvasia Nera di Lecce, Malvasia nera di Brindisi und/oder Montepulciano dürfen einzeln oder gemeinsam zugesetzt werden.

## Beschreibung
Laut Denomination (Auszug):

### Nardò Rosso
- Farbe: mehr oder weniger intensiv rubinrot
- Geruch: weinig, intensiv
- Geschmack: trocken, harmonisch, leicht bitter
- Alkoholgehalt: mindestens 11,5 Vol.-%
- Säuregehalt: mind. 5,0 g/l
- Trockenextrakt: mind. 22,0 g/l[1]

### Nardò Rosso Riserva
- Farbe: rubinrot mit orangefarbenen Tönen
- Geruch: weinig, intensiv, ätherisch
- Geschmack: trocken, körperreich, ausgewogen tanninhaltig, samtig und harmonisch
- Alkoholgehalt: mindestens 12,5 Vol.-%
- Säuregehalt: mind. 5,0 g/l
- Trockenextrakt: mind. 22,0 g/l[1]

### Nardò Rosato
- Farbe: von hellem Korallenrot bis zu leichtem Kirschrot
- Geruch: weinig, zart, charakteristisch, in jungem Zustand fruchtig
- Alkoholgehalt: mindestens 11,5 Vol.-%
- Säuregehalt: mind. 5,0 g/l
- Trockenextrakt: mind. 18,0 g/l[1]